# Luis Pérez (Fußballspieler, 1964)
Luis Hernán Pérez Ramírez (* 17. April 1964 in Santiago de Chile) ist ein ehemaliger chilenischer Fußballspieler und späterer -trainer. Der Mittelfeldspieler gewann mit dem CSD Colo-Colo die Copa Libertadores 1991 und spielte 6-mal für die Nationalmannschaft Chiles.

## Karriere

### Vereinskarriere
Luis Pérez begann das Fußballspielen bei Mario del Campo in Quinta Normal und América Joven in Pudahuel. 1981 wechselte er zum CD Magallanes, wo er schließlich 1983 debütierte. Im Jahr 1985 ging der Mittelfeldspieler, der auch als Stürmer eingesetzt werden konnte, zu Universidad Católica, wo er die meiste Zeit seiner Karriere verbrachte. Mit den Cruzados wurde Pérez 1987 chilenischer Meister. Im Jahr 1991 spielte er auf Leihbasis für den CSD Colo-Colo. In diesem Jahr errang das Team den größten sportlichen Erfolg der Vereinsgeschichte. Neben der Meisterschaft gewann das Team von Mirko Jozić auch die Copa Libertadores 1991. Beim Finalsieg über den paraguayischen Club Olimpia erzielte Pérez nach dem 0:0 im Hinspiel beim 3:0-Rückspielerfolg die ersten beiden Treffer. Nach der Leihe kehrte der 1,67 m große Spieler zu Universidad Católica zurück und erreichte erneut das Finale der Copa Libertadores 1993. Dort verlor das Team aus Chiles Hauptstadt gegen den brasilianischen Klub FC São Paulo das Hinspiel mit 1:5 und konnte trotz des 2:0-Rückspielerfolgs nicht mehr den Rückstand wettmachen. Anschließend wechselte Pérez 1994 zu den Monarcas Morelia nach Mexiko. 1996 kehrte Pérez zu Universidad Católica zurück und gewann in der Apertura 1997 seinen dritten Meistertitel. Im Jahr 1999 wechselte er zu Santiago Morning, 2000 zum CD Palestino und 2001 beendete er seine Karriere bei Deportes Melipilla.

### Nationalmannschaftskarriere
Mit der U-23-Auswahl nahm Luis Pérez an den Olympischen Spielen 1984 teil. Nach dem zweiten Platz in der Gruppenphase hinter dem späteren Olympiasieger Frankreich schied Chile im Viertelfinale gegen Italien nach Verlängerung aus.
Das Debüt in der chilenischen Nationalmannschaft gab Luis Pérez im Mai 1989 beim Vier-Nationen-Turnier in den USA gegen Guatemala, als er in der 86. Spielminute für Juan Carlos Letelier eingewechselt wurde. Nach weiteren Freundschaftsspielen bis 1990 absolvierte Pérez 1996 ein Qualifikationsspiel zur Fußball-Weltmeisterschaft 1998 gegen Uruguay. Pérez wurde beim 1:0-Erfolg seines Teams zur Halbzeit verletzt ausgewechselt. Dies war zugleich sein letztes Spiel im Nationalmannschaftsdress.

### Trainerkarriere
Nach der aktiven Karriere wurde Luis Pérez ab 2003 Jugendtrainer beim CSD Colo-Colo. 2011 übernahm er zweimal das Cheftraineramt der Profimannschaft interimsweise, nachdem erst Diego Cagna im Februar und dann Américo Gallego im August entlassen worden waren. Danach folgte Ivo Basay, der allerdings im April des Folgejahres Colo-Colo verließ und Pérez so zum dritten Mal das Amt des Cheftrainers der Albos übernahm. 2013 trat er bei Colo-Colo zurück und wurde Trainer von San Antonio Unido, die er 2016 bis 2017 noch einmal betreute. 2013 bis 2014 war er Coach von Deportes La Serena gewesen. 2018 kehrte er zu Colo-Colo zurück, wo er das U-20-Team trainierte.

## Erfolge
Universidad Católica
- Chilenischer Meister (2): 1987, 1997-A

CSD Colo-Colo
- Chilenischer Meister: 1991
- Copa-Libertadores-Sieger: 1991